# Fernando Flores Arroyo
Fernando Flores Arroyo (Alacant, 1920 - 18 d'octubre de 2015) va ser un advocat i polític alacantí. Llicenciat en dret, es dedicà als negocis familiars de consignació de vaixells i trànsit portuari, que li permeteren ser conseller de diverses empreses, vicepresident de la Junta d'Obres del Port d'Alacant, cònsol a alguns països nòrdics i president del Sindicat de Transports.
Durant la guerra civil espanyola es va escapar d'Alacant per a unir-se als militars revoltats, i lluità a Cadis amb les Falanges Navales. Després de la guerra fou cap de Milícies, ajudant provincial de Falanges Juveniles de Franco, cap de centúria de la Guàrdia de Franco i consejero provincial del Movimiento Nacional.
El 1960 fou escollit regidor d'Alacant pel terç d'entitats i ocupà l'alcaldia d'Alacant entre setembre de 1963 i octubre de 1966. Durant el seu mandat es va elaborar el Primer Pla General d'Ordenació Urbana per a planificar l'evolució urbanística. També fou procurador en Corts Franquistes el 1961-1964 i president de la Cambra de Comerç d'Alacant de 1967 a 1982.